# Doozicabraba e a Revolução Silenciosa
Doozicabraba e a Revolução Silenciosa é o segundo EP do rapper e produtor brasileiro Emicida, lançado em 31 de julho de 2011, pela gravadora independente Laboratório Fantasma, seguindo a mixtape de 2010 Emicídio; e seu primeiro trabalho majorado, o EP Sua Mina Ouve Meu Rep Tamém. 
O EP foi gravado em uma passagem por Nova York durante uma tour pelos EUA no mesmo ano, contando com a produção da dupla norte-americana K-Salaam & Beatnick. O repertório conta com faixas que viriam a se tornar sucessos no set list do rapper, como “Zica, Vai Lá” e “Viva”.

## Informações e História
A produção foi ostentada pela dupla norte-americana K-Salaam & Beatnick nas batidas, em uma colaboração com o grupo The Studio. O EP também inclui diversas participações de interpretes do mundo do hip hop, como os nomes Rael, Fióti, Don Pixote e do carioca MV Bill. Musicalmente o EP mostra um Emicida mais brando vocalmente, porém se mantendo no estilo lírico de seus trabalhos anteriores, tomando como principais temas suas dificuldades e relacionamentos ao longo da carreira de modo observador.
O download do disco foi disponibilizado gratuitamente na internet, e era necessário para efetuar o download, postar um tweet (vide Twitter). A festa de lançamento do álbum aconteceu durante o festival The Creators Project: Brasil 2011, realizado no Pavilhão da Bienal, no Parque do Ibirapuera em São Paulo. Posteriormente, como resultado de mais uma parceria com o The Creators Project, um documentário sobre a ascensão da carreira de Emicida foi lançado, intitulado "The Rise of Emicida", contado com a participação de figuras como Criolo.

## Lista de faixas
Confirmada pelos sites The Creators Project e Zona Suburbana.
| N.º            | Título                                         | Compositor(es)                               | Produtor(es)              | Duração |  |
| 1.             | "Intro (Shiiiu!)"                              | Bruno Pompeo Emicida K-Salaam Beatnick       | Emicida K-Salaam Beatnick | 2:17    |  |
| 2.             | "Licença Aqui" (com Rael e Evandro Fióti)      | Emicida Beatnick Evandro Fióti Rael K-Salaam | Emicida K-Salaam Beatnick | 3:47    |  |
| 3.             | "Cacariacô" (com Fabiana Cozza)                | Emicida Fabiana Cozza K-Salaam Beatnick      | Emicida K-Salaam Beatnick | 2:37    |  |
| 4.             | "Viva! (Melô dos Vileiro)" (com Rael)          | Emicida Rael Beatnick K-Salaam               | K-Salaam Beatnick         | 3:16    |  |
| 5.             | "Num é só Ver" (com Rael)                      | Emicida Rael Beatnick K-Salaam               | Emicida K-Salaam Beatnick | 4:19    |  |
| 6.             | "Zica, Vai Lá..." (com Evandro Fióti)          | Emicida Evandro Fióti Beatnick K-Salaam      | Emicida K-Salaam Beatnick | 4:02    |  |
| 7.             | "Pequenas Empresas" (com Don Pixote e MV Bill) | Don Pixote Emicida Beatnick K-Salaam MV Bill | Emicida K-Salaam Beatnick | 4:00    |  |
| 8.             | "1989"                                         | Emicida K-Salaam Beatnick                    | Emicida K-Salaam Beatnick | 2:56    |  |
| 9.             | "Canção para Meus Amigos Mortos"               | Emicida K-Salaam Beatnick Paola              | Emicida K-Salaam Beatnick | 3:10    |  |
| Duração total: | Duração total:                                 | Duração total:                               | Duração total:            | 30:24   |  |

| Faixa bônus da versão física |                                  |                                |                           |         |  |
| N.º                          | Título                           | Compositor(es)                 | Produtor(es)              | Duração |  |
| 10.                          | "Sorrisos e Lágrimas" (com Rael) | Emicida Rael K-Salaam Beatnick | Emicida K-Salaam Beatnick | 3:22    |  |
| Duração total:               | Duração total:                   | Duração total:                 | Duração total:            | 33:46   |  |